# Rothenbach (Wied)
Der Rothenbach ist ein 11 km langer, östlicher und rechter Zufluss der Wied im rheinland-pfälzischen Westerwaldkreis.

## Geographie

### Verlauf
Der Rothenbach entspringt im Norden des Westerwaldes. Seine Quelle liegt südsüdwestlich von Gehlert auf der Nordseite des Berges Gietzebeul (495,2 m ü. NHN). Er durchfließt die Ortschaften Gehlert, Hachenburg und Hattert, um dann südlich vom Mudenbacher Ortsteil Hanwerth in den dort von Süden kommenden Rhein-Zufluss Wied zu münden.

### Einzugsgebiet und Zuflüsse
Das Einzugsgebiet des Rothenbachs ist 31,873 km² groß. Zu seinen Zuflüssen gehören (bachabwärts betrachtet): linksseitig Selbach, Angelbach und Ahlenbach sowie rechtsseitig Gehlerter Bach, Oberbach, Niederbach und Bölsbach.

## Wirtschaftliche Nutzung und Hydrologie
Die Westerwald-Brauerei nutzt das sehr weiche (1,5 dH) Felsquellwasser des Rothenbaches zur Bierherstellung. In den Bach wird das gereinigte Wasser des seit Mitte der 1960er Jahre bestehenden Klärwerks Hachenburg geleitet.

## Bilder

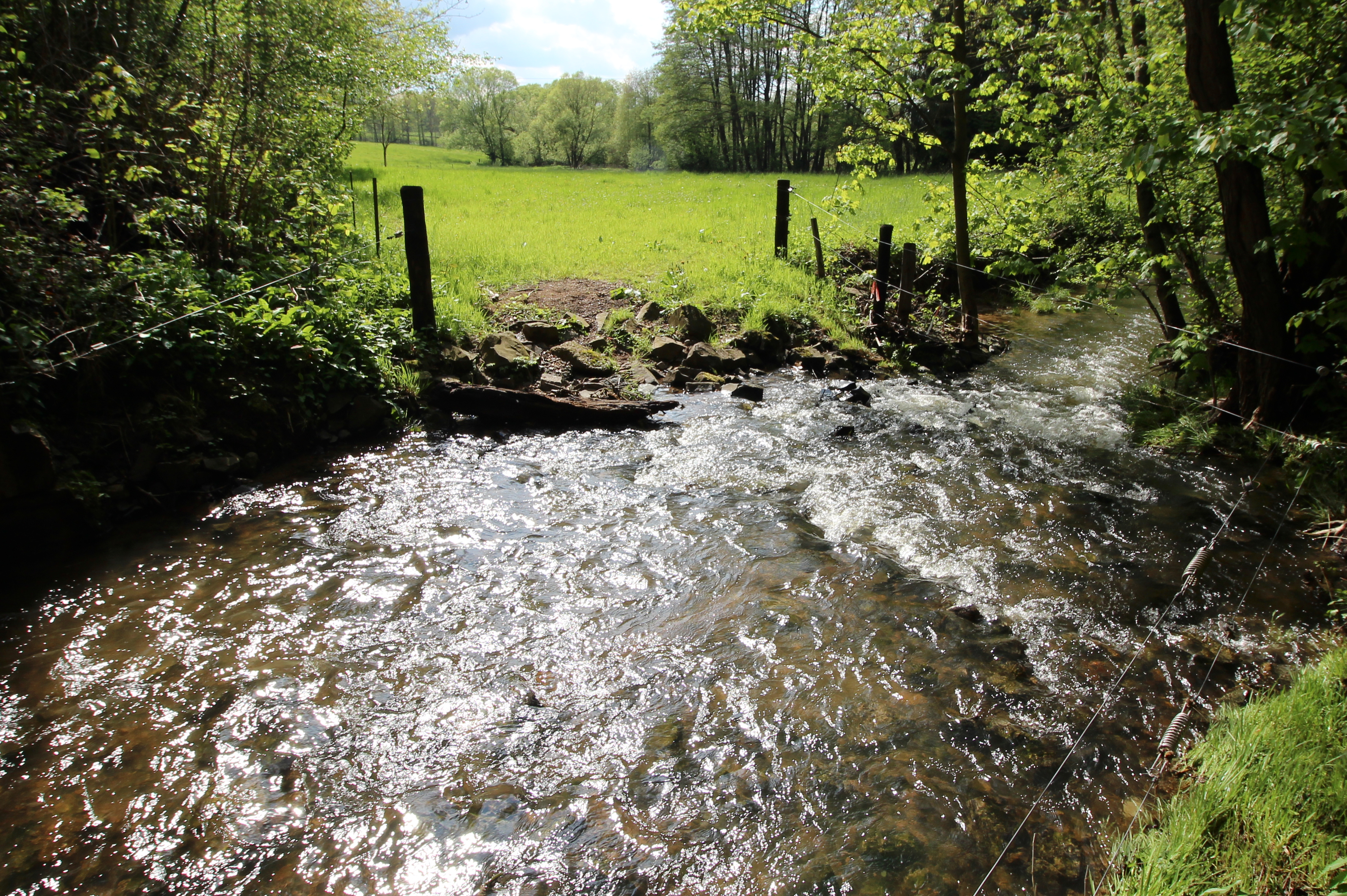
Der Rothenbach bei Hachenburg
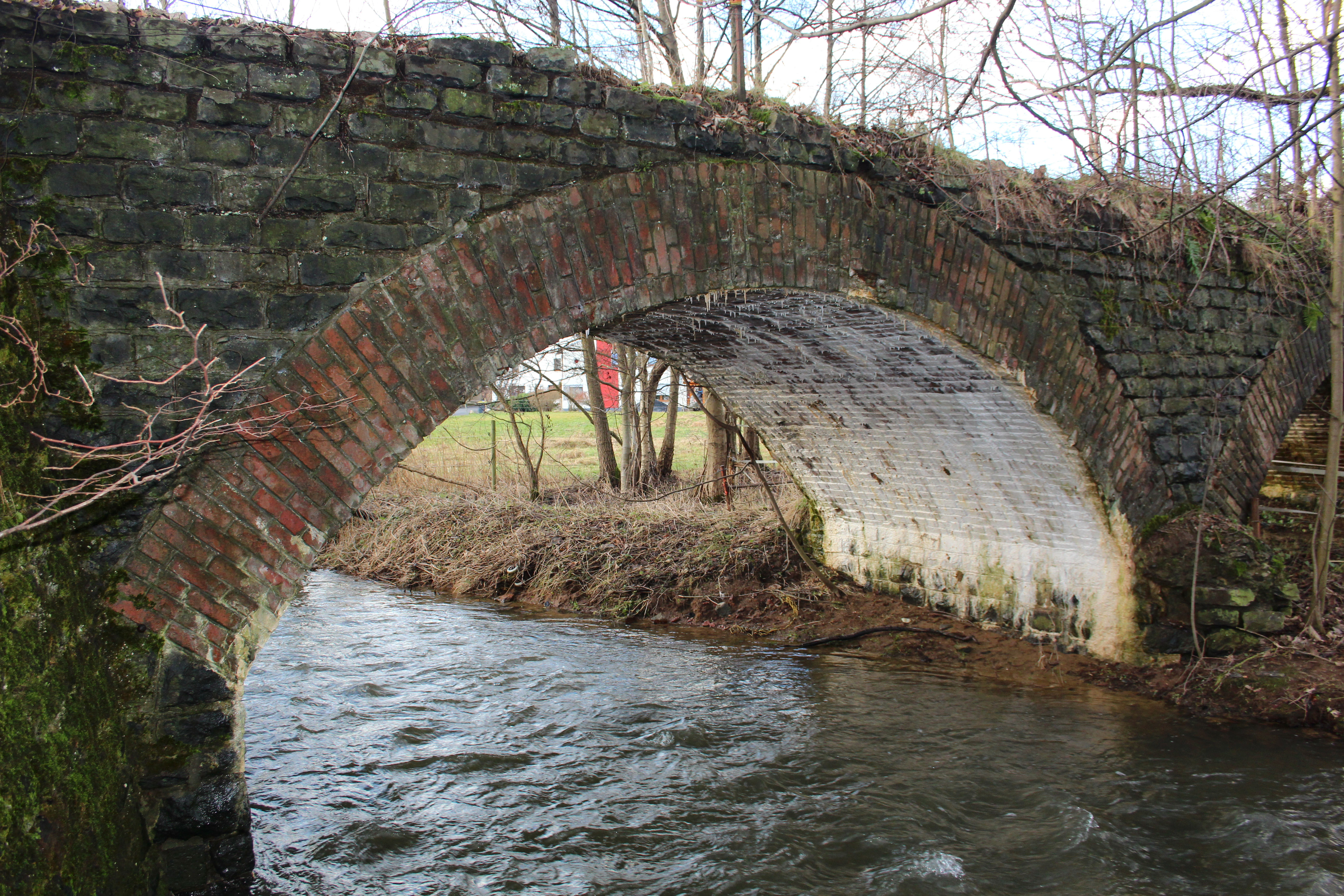
Das Viadukt der Kleinbahn Selters–Hachenburg von 1903, aktiv bis in die 1950er-Jahre, in Mittelhattert
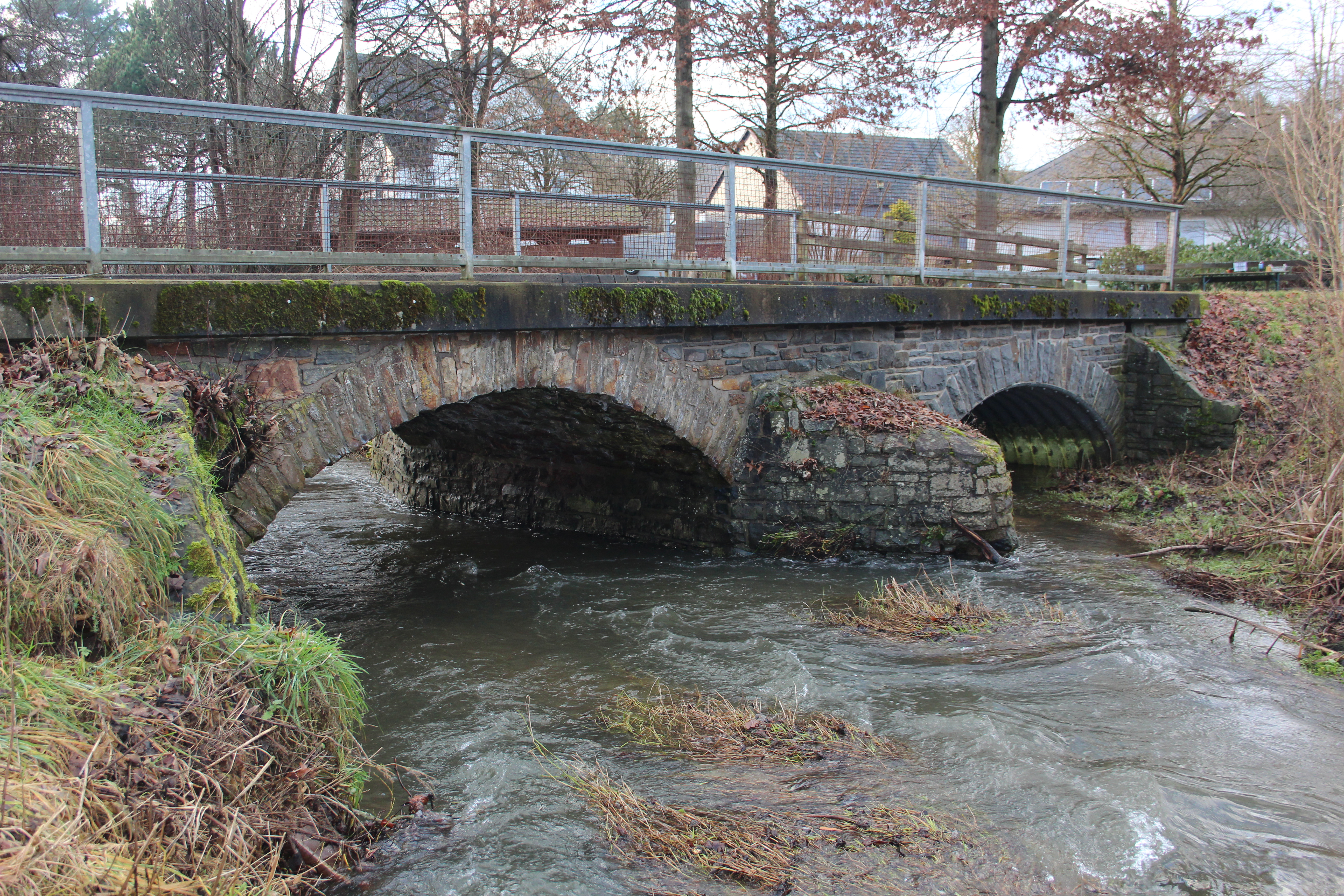
Der Rothenbach am Hof Sophienthal (Mittelhattert)
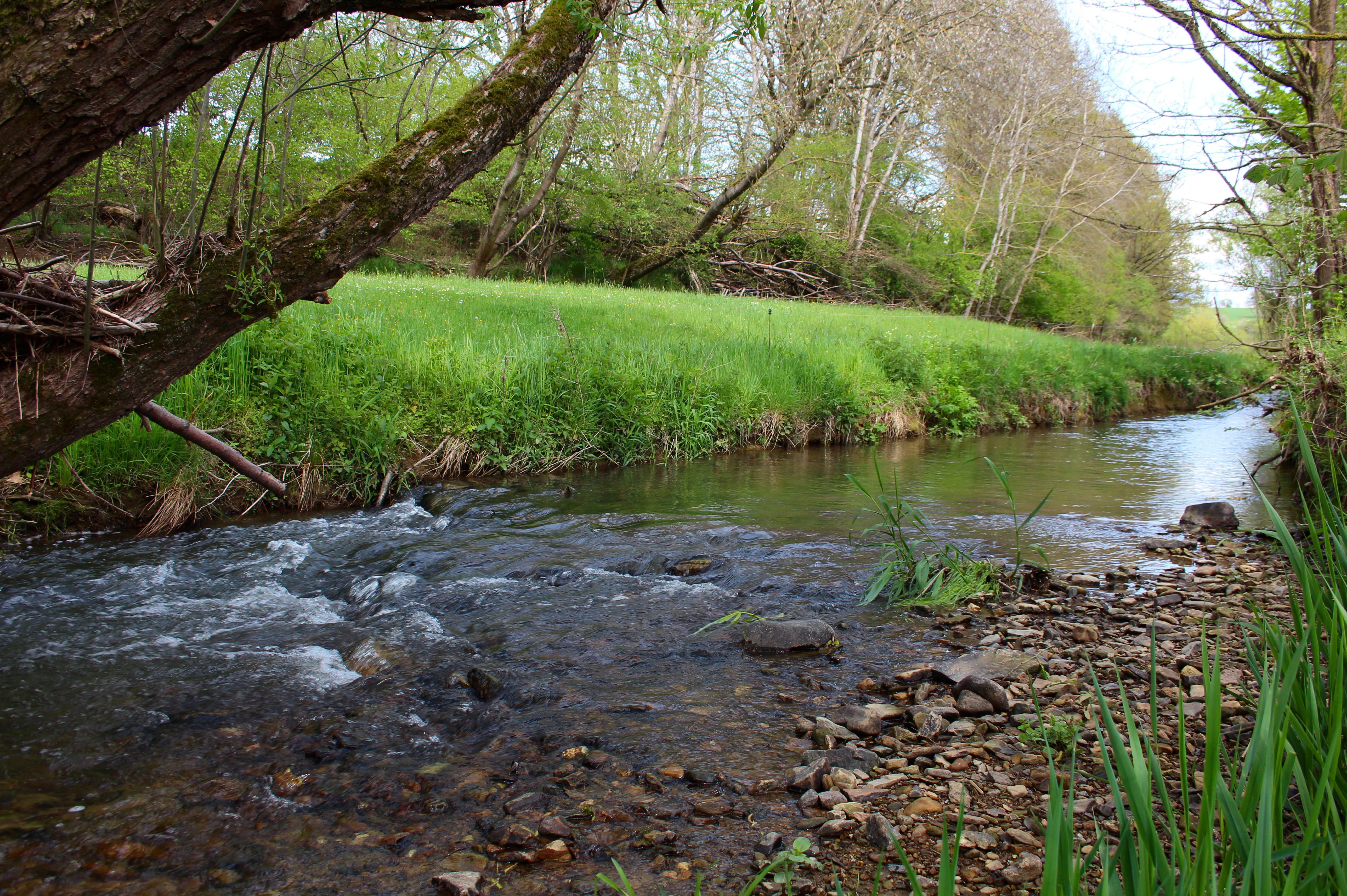
Der Rothenbach bei Laad (Hattert)